# Diner (restaurant)

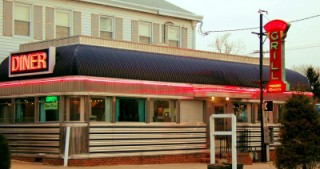
Diner in Freehold, New Jersey

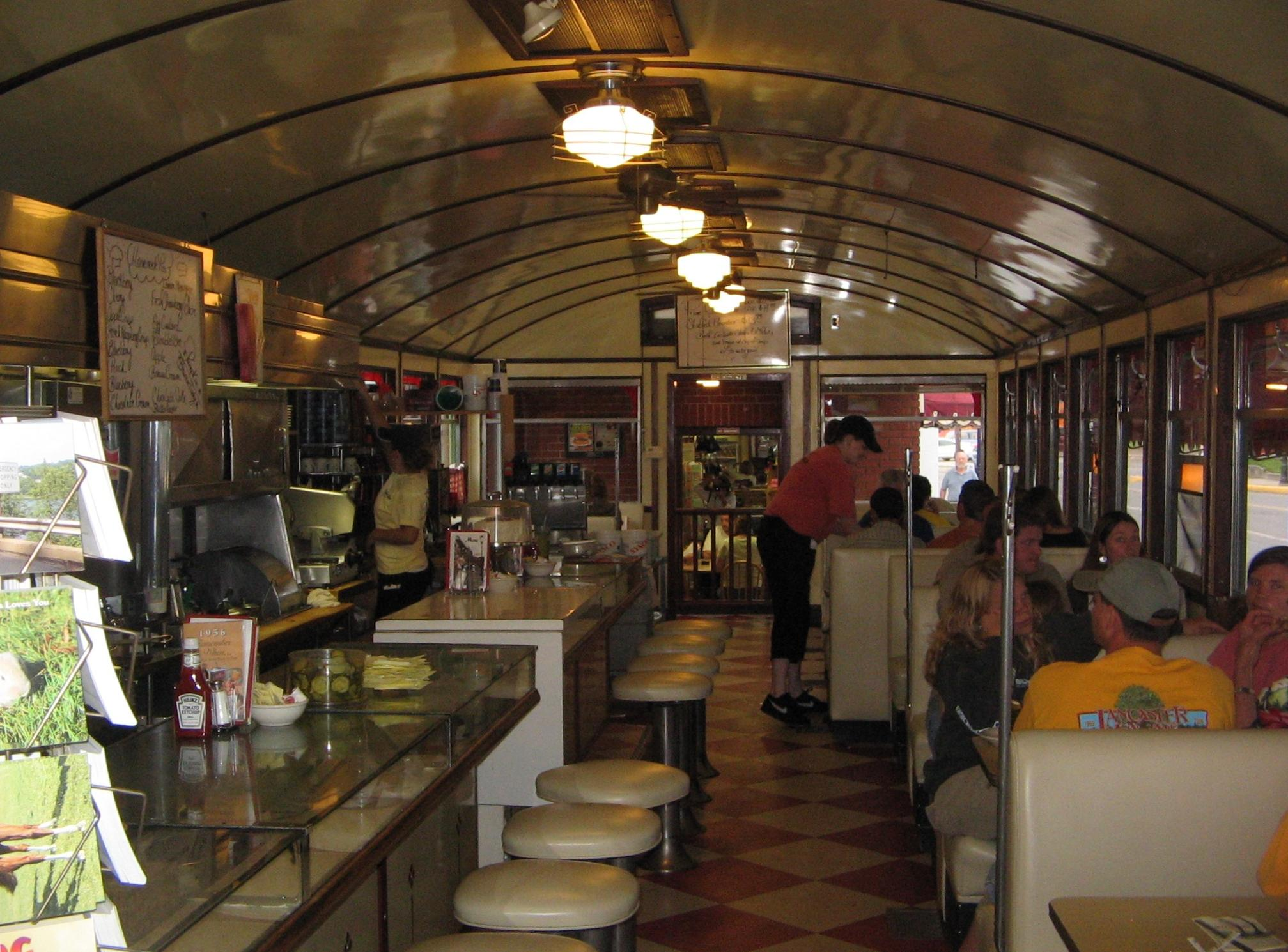
Interieur van een diner in Wellsboro

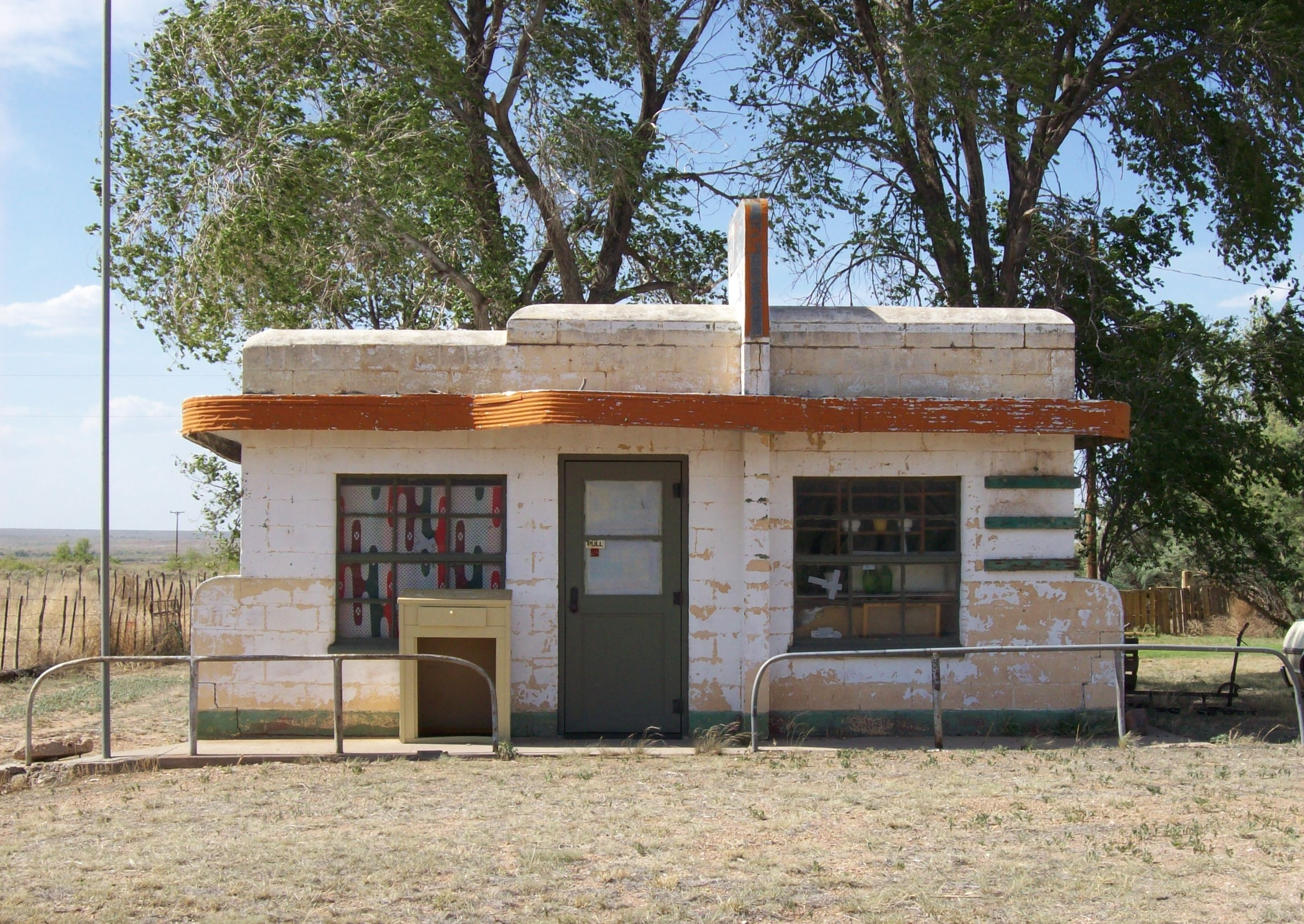
Verlaten diner in Glenrio, Texas, langs de U.S. Route 66

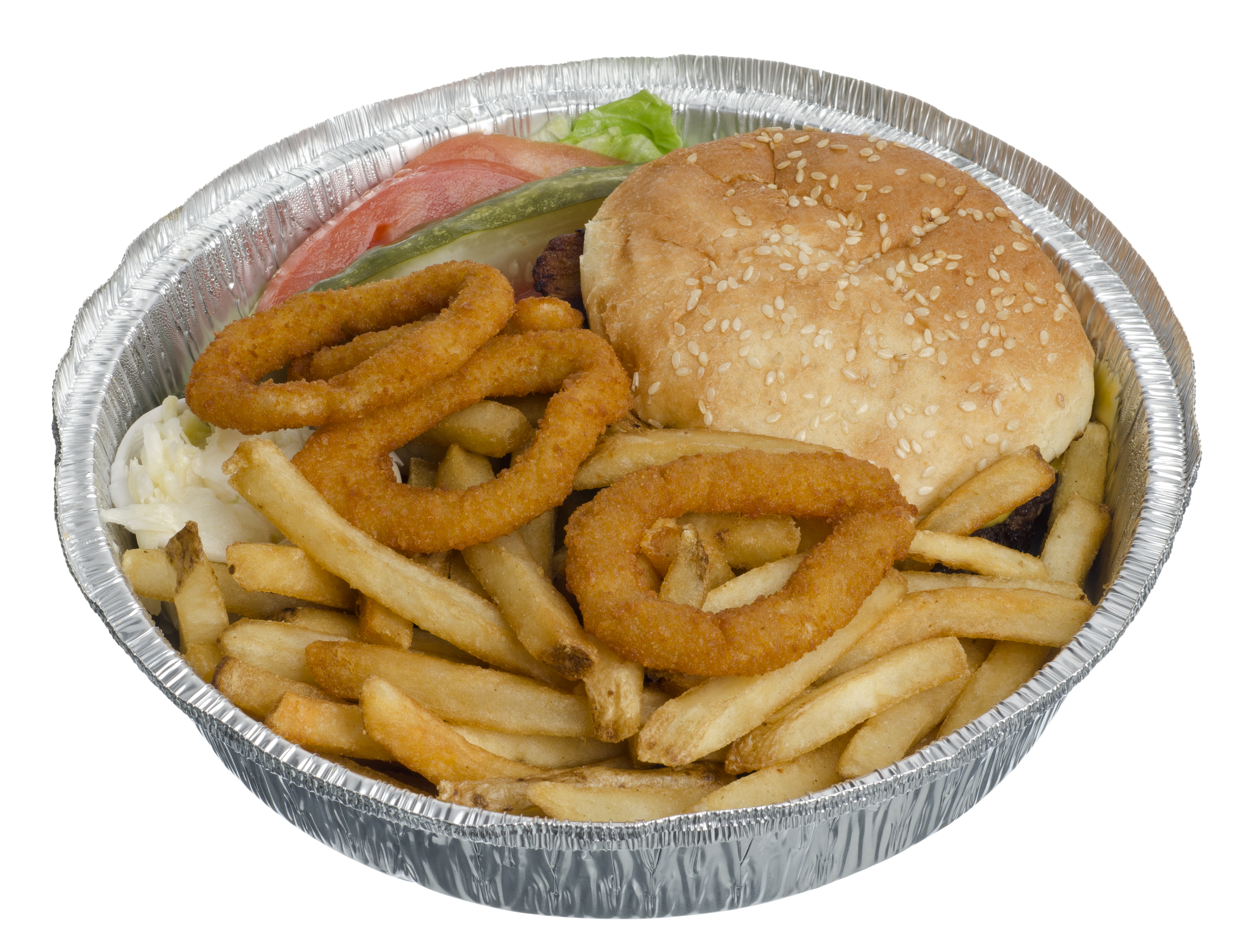
Een bacon-cheeseburger in een meeneemverpakking van een New Yorkse diner, met de bijgerechten augurk, uienringen, koolsla en friet

Een diner (spreek uit als dajner) is een eenvoudig Noord-Amerikaans restauranttype dat zich veelal aan doorgaande wegen bevindt en hiermee de functie van een verzorgingsplaats heeft. De diner heeft zich eind 19e eeuw ontwikkeld uit de uitgerangeerde restauratierijtuigen die dienstdeden als mobiele snackbars, en in het Engels dining car genoemd werden. Hieruit ontstond de afkorting diner. Hedendaagse diners zijn kleine geprefabriceerde gebouwen. De menukaart van diners is vanwege de krappe ruimte beperkt en kan gepositioneerd worden tussen een snackbar en een restaurant.

## Geschiedenis
Als pionier voor de diner geldt in de Verenigde Staten de snackbarhouder Walter Scott uit Providence in Rhode Island, die in 1872 een in onbruik geraakt restauratierijtuig ombouwde. Deze eetgelegenheid parkeerde hij ´s avonds voor het kantoor van dagblad Providence Journal wanneer de restaurants in de omgeving op dat tijdstip gesloten waren. Scott verkocht simpele gerechten zoals sandwiches en koffie. Zijn idee bleek succesvol te zijn, waardoor het concept algauw navolging vond. Vanaf 1880 plaatste Samuel Jones uit Worchester, Massachusetts voor zijn dinerwagen ook mobiele zitplaatsen die het wisselen van standplaats mogelijk maakten. Deze vroege diners verschenen vooral in de grotere steden. In 1905 begon Patrick Tierney in New Rochelle met het bouwen van diners op vaste locaties die nog slechts door het uiterlijk en de omvang herinnerden aan de vroegere restauratierijtuigen. Ook hier waren de maaltijden eenvoudig en betaalbaar.
Na de Eerste Wereldoorlog openden er steeds meer diners in de voorsteden en langs doorgaande wegen. Op drukbezochte standplaatsen waren deze horecagelegenheden 24 uur per dag geopend en werden ontbijt, middagmaaltijden en avondmaaltijden aangeboden. In de jaren 1930 telde de Verenigde Staten ongeveer 6000 diners.
Tot de crisis van de jaren 30 waren de meeste diners en bijbehorende clientèle gevestigd in het noordoosten van de Verenigde Staten. Na de Tweede Wereldoorlog, toen de economie zich weer richtte op civiele productie en de voorsteden groeiden, golden diners als gunstigste mogelijkheid voor het oprichten van een kleinbedrijf. In deze periode ontstonden ook in het Middenwesten talrijke diners. Vanaf de jaren 1970 werd de diner echter in toenemende mate verdrongen door fastfoodketens, zoals McDonald's, Burger King, Wendy's en KFC. Enkele fastfoodbedrijven zoals Dairy Queen zijn een mengeling van de traditionele diner en moderne snelrestaurants.

## Keuken
Veelvoorkomende gerechten op het menu van diners zijn hamburgers, friet, club sandwiches en milkshakes. Bij het ontbijt worden er vaak omeletten, wafels, pannenkoeken, hash browns en wentelteefjes (French toast) geserveerd.
Gedurende een groot deel van de 20e eeuw waren veel diners in bezit van Grieks-Amerikaanse families, hoofdzakelijk in de noordoostelijke staten. Dit is de oorzaak van het feit dat er in veel diners gyros en souvlaki op het menu staat.

## Architectuur
Diners zijn gewoonlijk smal en langwerpig gevormd, wat vervoer van het bouwwerk over de openbare weg mogelijk maakt. Het interieur wordt overheerst door de toonbank, met een keuken langs de achterste wand en hoge stoelen voor klanten aan de voorzijde. De gebruikelijke decoratie verschilt door de tijd heen. De diners van de jaren 1920-1940 gebruikten art-deco- of Streamline Design-elementen, of kopieerden het interieur van de restauratierijtuigen.
In de jaren 1950 domineerden roestvrij edelstaal, glasblokken en neonlampen het dinerinterieur. Moderne diners zijn eerder als normale restaurants vormgegeven, met enige overgebleven elementen uit de traditionele dinerarchitectuur (vaak edelstaal en art deco).

## Culturele betekenis
In televisie- en filmproducties staan de diners symbool voor een periode van de Amerikaanse groei en het optimisme in de jaren 1950. Diners worden in de populaire media neergezet als plekken waar jongeren elkaar na schooltijd ontmoeten en die een belangrijke rol spelen bij dating. De culturele invloed van diners werkt thans nog door. Vele restaurants hebben het uiterlijk van een diner uit de jaren 1950 overgenomen, zoals de keten als Denny's. Daarnaast hebben de vestigingen van de keten Waffle House de architectonische interieurstructuur van diners gekopieerd.
Diners zijn evenals fastfoodketens locaties met een herkenningseffect, die eten en ontmoeten als doel hebben. De gerechten en prijzen zijn meestal overal vergelijkbaar behalve in regio´s met veel immigranten, waar ook specifieke buitenlandse gerechten worden aangeboden.

## Trivia
In delen van de staten New York, Ohio en Pennsylvania wordt vaak de spelling dinor gebruikt in plaats van diner. Deze schrijfwijze komt voor in een straal van 50 mijl rondom Erie, Pennsylvania. Er bestaat geen wetenschappelijke consensus over het ontstaan van deze afwijkende spelling.